# Jiří Faltus
Jiří Faltus (ur. 17 stycznia 1981 w Lanškrounie) – czeski biathlonista, zdobywca dwóch brązowych medali mistrzostw Europy juniorów w sztafecie.

## Osiągnięcia

### Mistrzostwa Europy
| Rok  | Miejsce | IN | SP | PU | MS | RL |
| 2004 | Mińsk   | 39 | 45 | 44 |    |    |

### Mistrzostwa Świata Juniorów
| Rok  | Miejsce         | IN | SP | PU | MS | RL |
| 1999 | Pokljuka        | 50 | 48 | 34 |    | 9  |
| 2000 | Hochfilzen      | 21 | 4  | 8  |    | 14 |
| 2001 | Chanty-Mansyjsk | 23 | 49 | 22 |    | 10 |

### Mistrzostwa Europy Juniorów
| Rok  | Miejsce         | IN | SP | PU | MS | RL |
| 2000 | Zakopane        | 20 | 9  | 15 |    | 3  |
| 2001 | Haute Maurienne | 22 | 9  | 10 |    | 3  |

IN – bieg indywidualny, SP – sprint, PU – bieg pościgowy, MS – bieg ze startu wspólnego, RL – sztafeta